# Bliżyn (gmina)
Bliżyn est une gmina rurale du powiat de Skarżysko, Sainte-Croix, dans le centre-sud de la Pologne. Son siège est le village de Bliżyn, qui se situe environ 12 km à l'ouest de Skarżysko-Kamienna et 27 km au nord de la capitale régionale Kielce.
La gmina couvre une superficie de 141,08 km2 pour une population de 8 617 habitants.

## Géographie
La gmina inclut les villages de Bliżyn, Brzeście, Bugaj, Drożdżów, Gilów, Górki, Gostków, Jastrzębia, Kopcie, Kucębów, Mroczków, Nowki, Nowy Odrowążek, Odrowążek, Płaczków, Rędocin, Sobótka, Sołtyków, Sorbin, Ubyszów, Wojtyniów, Wołów, Zagórze et Zbrojów.
La gmina borde la ville de Skarżysko-Kamienna et les gminy de Chlewiska, Łączna, Stąporków, Suchedniów, Szydłowiec et Zagnańsk.